# セルヒイ・シャプタラ
セルヒイ・オレクサンドローヴィチ・シャプタラ（ウクライナ語: Сергій Олександрович Шаптала、1973年2月5日 - ）は、ウクライナの軍人。2021年7月28日から2024年2月9日までウクライナ軍参謀総長を務めた。ウクライナ英雄。

## 経歴
2013年2月、ウクライナ陸軍第300独立機械化連隊長となるが、12月末に連隊は解隊した。
2014年に第128独立親衛山岳歩兵旅団長となり、ドンバス戦争中の2015年、デバルツェボの戦いに参加した。2016年11月、ロシア連邦捜査委員会に「ドンバスの民間インフラを攻撃した」として、刑事訴追された。
2020年4月、西部作戦管区司令官に就任し、2021年7月28日、ウクライナ軍参謀総長に任命された。
2024年2月9日、ウクライナ軍高官の刷新に伴い、参謀総長を解任され、後任にアナトリー・バルギレヴィチ少将が就任した。

## 栄典
- ウクライナ英雄（金星勲章（ロシア語版）） - 2015年2月18日[3]
- 3等ボフダーン・フメリニツキー勲章（英語版） - 2015年2月26日[10]